# Colômbia
Colômbia este un oraș în São Paulo (SP), Brazilia.